# Segundo Período Constitucional Otomano
O segundo período constitucional otomano (em turco otomano: ايکنجى مشروطيت; romaniz.: İA İkinci Meşrutiyet) é o período da história otomana entre a tomada do poder pelos Jovens Turcos em 1908 e a dissolução do Império Otomano após a Primeira Guerra Mundial.
Em 1908, a constituição de 1876 foi restabelecida contra a resistência do então sultão Abdulamide II e dos círculos islâmicos conservadores próximos a ele. A revolução constitucional de 1908 foi inicialmente recebida com entusiasmo, especialmente pelas minorias não muçulmanas. As eleições para a Câmara dos Representantes ocorreram em todo o império. A instabilidade do regime foi explorada pelas potências europeias para repelir o domínio otomano nos Bálcãs. O medo e a desconfiança de parte da elite dirigente turca, especialmente contra as minorias cristãs, como gregos e armênios, levaram então aos pogroms e expulsões que se transformaram no genocídio dos armênios e assírios durante a Primeira Guerra Mundial, quando durante a Batalha dos Dardanelos, em abril de 1915, o perigo iminente de uma invasão aliada da capital Constantinopla (desde 1930 Istambul) que naquela época era em grande parte habitada por membros das minorias.